# مرغ‌های مگس غول‌پیکر
مرغ‌های مگس غول‌پیکر Patagona پرندگان مگس از سردۀ پاتاگونا هستند. این سرده شامل دو گونه مرغ مگس غول‌پیکر ساکن و مرغ مگس غول‌پیکر مهاجر است که به ترتیب بزرگ‌ترین و دومین گونۀ مرغ مگس هستند.